# Shalane Flanagan
Pour les articles homonymes, voir Flanagan.
Shalane Flanagan (née le 8 juillet 1981 à Boulder, Colorado) est une athlète américaine, spécialiste du fond.

## Carrière
Elle détient les records des États-Unis sur 3 000 et 5 000 mètres en salle, et a détenu ceux des 5 000 et 10 000 mètres en plein air. Elle a obtenu la médaille d'argent aux Jeux olympiques 2008 sur 10 000 mètres à la suite du déclassement d'Elvan Abeylegesse en raison d'un contrôle antidopage positif. Elle la reçoit chez elle le 21 août 2017.
Le 5 novembre 2017, elle remporte le Marathon de New York. Elle est la première Américaine à remporter l'épreuve depuis Miki Gorman en 1977 et la première non-Africaine depuis 2008 et la victoire de la Britannique Paula Radcliffe.
Elle met un terme à sa carrière sportive le 21 octobre 2019.

## Palmarès
| Date | Compétition                    | Lieu           | Résultat | Épreuve      | Temps           |
| ---- | ------------------------------ | -------------- | -------- | ------------ | --------------- |
| 2007 | Championnats du monde          | Osaka          | 8e       | 5 000 m      | 15 min 03 s 86  |
| 2008 | Jeux olympiques                | Pékin          | 9e       | 5 000 m      | 15 min 50 s 80  |
| 2008 | Jeux olympiques                | Pékin          | 2e       | 10 000 m     | 30 min 22 s 22  |
| 2009 | Championnats du monde          | Berlin         | 13e      | 10 000 m     | 31 min 32 s 19  |
| 2010 | Championnats du monde de cross | Bydgoszcz      | 12e      | Individuelle | 25 min 20 s     |
| 2010 | Championnats du monde de cross | Bydgoszcz      | 3e       | Par équipes  |                 |
| 2010 | Marathon de New York           | New York       | 2e       | Marathon     | 2 h 28 min 40 s |
| 2011 | Championnats du monde de cross | Punta Umbría   | 3e       | Individuelle | 25 s 10         |
| 2011 | Championnats du monde de cross | Punta Umbría   | 3e       | Par équipes  |                 |
| 2011 | Championnats du monde          | Daegu          | 7e       | 10 000 m     | 31 min 25 s 57  |
| 2012 | Jeux olympiques                | Londres        | 9e       | Marathon     | 2 h 25 min 51 s |
| 2013 | Championnats du monde          | Moscou         | 8e       | 10 000 m     | 31 min 34 s 83  |
| 2015 | Championnats du monde          | Pékin          | 6e       | 10 000 m     | 31 min 46 s 23  |
| 2016 | Jeux olympiques                | Rio de Janeiro | 6e       | Marathon     | 2 h 25 min 26 s |
| 2017 | Marathon de New York           | New York       | 1re      | Marathon     | 2 h 26 min 53 s |
| 2018 | Marathon de New York           | New York       | 3e       | Marathon     | 2 h 26 min 22 s |

## Records
| Épreuve      | Épreuve       | Performance     | Lieu         | Date              | Record |
| ------------ | ------------- | --------------- | ------------ | ----------------- | ------ |
| En plein air | 3 000 m       | 8 min 35 s 34   | Monaco       | 25 juillet 2007   |        |
| En plein air | 5 000 m       | 14 min 44 s 80  | Walnut       | 13 avril 2007     |        |
| En plein air | 10 000 m      | 30 min 22 s 22  | Pékin        | 15 août 2008      |        |
| En plein air | 10 km (route) | 31 min 3 s      | Tilbourg     | 6 septembre 2015  |        |
| En plein air | 15 km (route) | 47 min 0 s      | Jacksonville | 15 mars 2014      | AR     |
| En plein air | Semi-marathon | 67 min 51 s     | San Diego    | 5 juin 2016       |        |
| En plein air | Marathon      | 2 h 21 min 14 s | Berlin       | 28 septembre 2014 |        |
| En salle     | 3 000 m       | 8 min 33 s 25   | Boston       | 27 janvier 2007   | AR     |
| En salle     | 5 000 m       | 14 min 47 s 62  | Boston       | 7 février 2009    | NR     |